# Raj Chetty
Raj Chetty (ur. 4 sierpnia 1979 w Nowym Delhi) – amerykański ekonomista. Laureat Medalu Johna Batesa Clarka z 2013 roku. Zajmuje się głównie nierównościami dochodowymi i majątkowymi oraz mobilnością międzypokoleniową. Należy do najczęściej cytowanych ekonomistów młodego pokolenia na świecie. W 2017 roku Tyler Cowen wskazał go jako aktualnie najbardziej wpływowego ekonomistę na świecie.

## Wybrane publikacje
- Where is the land of opportunity? The geography of intergenerational mobility in the United States, 2014, The Quarterly Journal of Economics (z N. Hendrenem, P. Klinem i E. Saezem)
- Salience and taxation: Theory and evidence, 2009, American Economic Review (z A. Looneyem i K. Kroftem)
- Measuring the impacts of teachers II: Teacher value-added and student outcomes in adulthood, 2014, American Economic Review (z J. Friedmanem i J. Rockoff)

## Nagrody i wyróżnienia
- MacArthur Fellowship (2012)
- John Bates Clark Medal (2013)